# صدای سخن عشق
صدای سخن عشق نام آلبومی است از شهرام ناظری که بخشی از آن به زبان فارسی و تعدادی از اشعار آن به زبان کردی خوانده شده‌است.

## توضیح اثر
این آلبوم که به صورت نوار منتشر شده‌است شامل بخش‌های زیر می‌باشد:

روی الف :
1. خلوت خاص: شعر از نورعلیشاه اصفهانی، ساخته کیخسرو پورناظری
2. یارب شو زنده داران: شعر از سید صالح، گرفته شده از سلسله نادریه به روایت سیاوش نورپور
3. مردان خدا: شعر از فروغی بسطامی، آهنگساز سیاوش نور پور
4. تجلی طور: شعر سید صالح، روایت سید خلیل عالی نژاد

روی ب :
1. در کوی عشق
2. آواز همراه با تنبور: شهرام ناظری، خلیل عالی نژاد، شعر از مولوی
3. باید که جمله جان شوی: شعر از مولوی، ساخته کیخسرو پورناظری

### هنرمندان
- آواز: شهرام ناظری
- سرپرست گروه: کیخسرو پورناظری
- تکنواز تنبور: سید خلیل عالی نژاد
- گروه تنبور شمس:
  - سید خلیل عالی نژاد: تنبور
  - گل نظر عزیزی: تنبور
  - علی اکبر مرادی: تنبور
  - سیاوش نورپور: تنبور
  - سید فرامرز رعنایی: تنبور
  - عبدالرضا رهنما: تنبور
  - کیخسرو پورناظری: تنبور
  - فرشید عندلیبی: دف

## اشعار
خلوت خاص ( از نورعلیشاه اصفهانی)
دل خلوت خاص دلبر آمد  / دلبر ز کرم به دل برآمد
جان آینه جمال جانان / تن خاک دیار دلبر آمد
از عکس فروغ روی دلدار/ دل آینۀ منور آمد
شد محفل دل ز غير خالى  / یار از در دلبری درآمد
ذاتی بظهور خویش دم زد / صد گونه صفت مظهر آمد
...
از حافظ:
جز دلم کو ز ازل تا به ابد عاشق رفت / جاودان کس نشنیدیم که در این کار بمانْد
از صدای سخن عشق ندیدم خوش‌تر / یادگاری که در این گنبد دوّار بمانْد

### یا رب
یا رب وَ رندان مست مِیخانت  (یارب به مستان می خانه ات (قسمت می‌دهم))
وَ حق پرستان دِیْری دیوانت  (به حق پرستان شیدای دیوانه ات (قسمت می‌دهم))
وَ یا رب یارب شُو زنده داران (به ندای یارب یارب شب زنده داران (قسمت می‌دهم))
کزهٔ سُز دل «آزیزم» دوعای بیماران (به سوز دل دعای بیماران (قسمت می‌دهم))
وَ آو دیدهٔ دل سُختَگانت  (به اشک چشم دل سوختگانت (قسمت می‌دهم))
عشاق صادق دایم گریانت  (عشاق صادق همیشه گریانت(قسمت می‌دهم))
آی وای امان‌های داد خُوا (ای وای، امان، هی داد خدایا)
همسران دردم له سر تا و پا آلودهٔ دردم (همنشین با دردم، ازسر تا به پا درد وجودم را گرفته)
آی وای امان‌های داد خُوا (ای وای، امان، هی داد خدایا)
مجنون سُختهٔ بیاوان گردم (مجنون سوختهٔ بیابان گردم)
له عشق لیلی و بی کس مِردم (از عشق لیلی و در بی کسی مُردم)
هجر دوس بردم وشرای مردن (دوری یارم را در لحظه مرگ احساس کردم)
کس نمزانو دردم چه دردن (کسی نمی‌داند دردم چه دردیست)
یا رب وَ رندان مست میخانت  (یارب به مستان می خانه ات (قسمت می‌دهم))
وَ حق پرستان دِیْری دیوانت  (به حق پرستان شیدای دیوانه ات (قسمت می‌دهم))
وَ یا رب یارب شُو زنده داران (به ندای یارب یارب شب زنده داران (قسمت می‌دهم))
کزهٔ سُز دل «آزیزم» دوعای بیماران (به سوز دل دعای بیماران (قسمت می‌دهم))
باد مرادت «گیان» بدَر کمانه (باد مرادت را بر ما بفرست)
تا نار عشقم بدهٔ زبانه (تا آتش عشقم زبانه کشد)

### تجلی طور
هه‌مسه‌ران شووره‌ن هه‌مسه‌ران شووره‌ن
که‌له‌م هات وه جووش هه‌م یه چ شووره‌ن
که‌له‌م هات وه جووش هه‌م یه چ شووره‌ن
له سینای سینه‌م ته‌جه‌لی طووره‌ن
له سینای سینه‌م ته‌جه‌لی طووره‌ن
باب قه‌لب مه‌فتووح پر له سرووره‌ن
باب قه‌لب مه‌فتووح پر له سرووره‌ن

یاره‌ب وه رندان کوی خه‌راباتت
یاره‌ب وه رندان کوی خه‌راباتت
وه ذات بی عه‌یب پر له صفاتت
وه ذات بی عه‌یب پر له صفاتت
باد مرادت بده‌ی که‌مانه
باد مرادت بده‌ی که‌مانه
تا نار عشقم بده‌ی زه‌بانه
تا نار عشقم بده‌ی زه‌بانه

هه‌مسه‌ران شووره‌ن هه‌مسه‌ران شووره‌ن
که‌له‌م هات وه جووش هه‌م یه چ شووره‌ن
که‌له‌م هات وه جووش هه‌م یه چ شووره‌ن
یاره‌ب وه رندان مه‌ست مه‌یخانه‌ت
وه حه‌ق په‌ره‌ستان ده‌یری دیوانه‌ت
وه یارب یارب شه‌و زنده داران
کزه‌ی سووز دل دوعای بیماران
باد مرادت بده‌ی که‌مانه
تا نار عشقم بده‌ی زه‌بانه
تا نار عشقم بده‌ی زه‌بانه
هه‌مسه‌ران شووره‌ن هه‌مسه‌ران شووره‌ن
که‌له‌م هات وه جووش هه‌م یه چ شووره‌ن
که‌له‌م هات وه جووش هه‌م یه چ شووره‌ن

له سینای سینه‌م ته‌جه‌لی طووره‌ن
له سینای سینه‌م ته‌جه‌لی طووره‌ن
باب قه‌لب مه‌فتووح پر له سرووره‌ن
باب قه‌لب مه‌فتووح پر له سرووره‌ن
یا رب وه پیغام پیغمبرانت
یا رب وه پیغام پیغمبرانت
وه دو نوقطه‌ی قاف قه‌له‌نده‌رانت
وه دو نوقطه‌ی قاف قه‌له‌نده‌رانت
وه دیدار دوست دیده‌م روشن که
وه دیدار دوست دیده‌م روشن که
له ظلمات ته‌ن نجاتم بده
له ظلمات ته‌ن نجاتم بده
هه‌مسه‌ران شووره‌ن هه‌مسه‌ران شووره‌ن
که‌له‌م هات وه جووش هه‌م یه چ شووره‌ن
که‌له‌م هات وه جووش هه‌م یه چ شووره‌ن

### باید که جمله جان شوی
| حیلت رها کن عاشقا دیوانه شو دیوانه شو      |  | و اندر دل آتش درآ پروانه شو پروانه شو   |
| هم خویش را بیگانه کن هم‌خانه را ویرانه کن   |  | وآنگه بیا با عاشقان هم‌خانه شو هم‌خانه شو |
| رو سینه را چون سینه‌ها هفت آب شوی از کینه‌ها |  | وآنگه شراب عشق را پیمانه شو پیمانه شو   |
| باید که جمله جان شوی تا لایق جانان شوی     |  | گر سوی مستان می‌روی مستانه شو مستانه شو  |

| ای لولی بربط زن تو مست تری یا من       |  | ای پیش چو تو مستی افسون من افسانه |
| از خانه برون رفتم مستیم به پیش آمد     |  | در هر نظرش مضمر صد گلشن و کاشانه  |
| چون کشتی بی‌لنگر کژ می‌شد و مژ می‌شد      |  | وز حسرت او مرده صد عاقل و فرزانه  |
| گفتم ز کجایی تو لبخند زد و گفت ای جان  |  | نیمیم ز ترکستان نیمیم ز فرغانه    |
| نیمیم ز آب و گل نیمیم ز جان و دل       |  | نیمی لب دریا نیمی همه دردانه      |
| گفتم که رفیقی کن با من که منم از خویشم |  | گفتا که بشناسم من خویش ز بیگانه   |

### کوی عشق
| رو سر بنه به بالین تنها مرا رها کن |  | ترک من خراب شب گرد مبتلا کن         |
| ماییم و موج سودا شب تا به روز تنها |  | خواهی بیا ببخشا خواهی برو جفا کن    |
| دردیست غیر مردن کان را دوا نباشد   |  | پس من چگونه گویم کاین درد را دوا کن |
| بر شاه خوبرویان واجب وفا نباشد     |  | ای زردروی عاشق تو صبر کن وفا کن     |
| در خواب دوش پیری در کوی عشق دیدم   |  | با دست اشارتم کرد که عزم سوی ما کن  |
| گر اژدهاست بر ره عشق است چون زمرد  |  | از برق آن زمرد این دفع اژدها کن     |